# Quizz ou Buzz
Quizz ou Buzz est un jeu télévisé de création française, initialement piloté par TF1 en 2013 (présenté par Gérard Vivès et Estelle Denis, avec le titre "51 Buzzers") et en 2014 (présenté par Jean-Pierre Foucault avec le titre "Le Dernier Buzzer"), et dont la première production internationale a été diffusée par la chaîne turque ATV pendant l'été 2014. Il est basé sur des questionnaires à choix multiples (QCM) de culture générale. 

## Règle du jeu
Deux candidats partenaires doivent répondre sans se tromper à 7 questions de culture générale, avec 4 réponses possibles, afin de gagner 1 000 € ou 100 000 €.
30 buzzers sont disposés devant eux et s'éclairent aléatoirement, lorsqu'on appuie dessus, soit en vert, soit en rouge, soit en jaune doré.

 
10 gains de 100 000 euros et 10 gains de 1 000 euros sont en jeu.
Parmi les 30 buzzers :
- 10 buzzers verts éliminent une mauvaise réponse.
 
- 10 buzzers dorés éliminent un gain de 100 000 €.
 
- 10 buzzers rouges éliminent un gain de 1 000 €.

Lorsque les candidats hésitent sur la réponse à une question, ils vont rechercher un buzzer vert, afin de retirer une mauvaise réponse. Lors de cette recherche, les candidats peuvent aussi trouver : 
- Des buzzers dorés, éliminant ainsi des gains désirables (100 000 €).
 
- Des buzzers rouges, éliminant ainsi des gains peu désirables (1 000 €).

Lorsqu'un buzzer vert a été trouvé, le présentateur leur demande quelles sont les 2 réponses entre lesquelles ils hésitent le plus.
Les candidats choisiront, bien entendu, les 2 réponses qu'ils considèrent comme étant les plus plausibles. Puisque l'une au moins de ces réponses est fausse, une de ces 2 réponses est retirée (cependant, rien n'indique que l'autre réponse est la bonne, car les candidats n'ont peut-être pas mentionné la bonne réponse parmi les 2 réponses qu'ils considèrent comme étant les plus plausibles). Il reste donc 3 réponses parmi lesquelles choisir et les candidats disposent alors d'autant de secondes pour répondre qu'il reste de buzzers non utilisés.
Lorsque les candidats répondent à une question sans l'aide des buzzers, 2 buzzers rouges sont ôtés.
Un joker, le "Donnant-Donnant" est disponible, une fois par épisode : Il offre la réponse, mais ôte 2 buzzers dorés.
Si les 7 questions ont été correctement répondues, on ôte les buzzers verts résiduels et les candidats choisissent un dernier buzzer. La tension reste forte jusqu'au dernier moment, puisqu'ils ignorent, bien entendu, s'ils vont trouver un buzzer doré (et un gain de 100 000 €) ou un buzzer rouge (et un gain de 1 000 €).

## Productions internationales
La première saison de Quizz ou Buzz est produite par Sinerji Prodüksiyon, avec le titre turc "7 de 7" au printemps 2014 pour une diffusion en prime-time pendant le Ramadan de l'été 2014 sur la chaîne ATV. Le présentateur est Şoray Uzun, qui a précédemment présenté plusieurs jeux TV populaires en Turquie, notamment sur TRT 1.
En 2015, Quizz ou Buzz est également produit par Pyramedia Productions a Dubai pour la chaîne Saudi Channel 1, avec le titre : الإختيار   (Al Ekhtiyar : Le Choix), présenté par le jeune animateur saoudien Husam Al Harthi.